# Miejscowości Montserrat
Według danych oficjalnych pochodzących z 2011 roku Montserrat (brytyjskie terytorium zamorskie) posiadał ponad 10 miejscowości o ludności przekraczającej 50 mieszkańców. Erupcja wulkanu Soufrière Hills w 1997 roku zniszczyła południową część wyspy, w tym byłą stolicę Plymouth. Tymczasowe budynki rządowe zostały zbudowane w Brades, który został faktyczną stolicą kraju. Największe miasta Lookout i Davy Hill liczyły ponad 500 mieszkańców, a reszta miejscowości poniżej 500 mieszkańców.

## Największe miejscowości na Montserrat
Największe miejscowości na Montserrat według liczebności mieszkańców (stan na 12 maja 2011):
| L.p. | Miasto    | Region    | Liczba ludności |
| ---- | --------- | --------- | --------------- |
| 1.   | Look Out  | Północny  | 670             |
| 2.   | Davy Hill | Północny  | 535             |
| 3.   | Brades    | Centralny | 449             |

## Alfabetyczna lista miejscowości na Montserrat
Spis miejscowości Montserratu według danych szacunkowych z 2011 roku:
- Baker Hill (Cudjoe Head)
- Barzeys
- Brades (Shinnlands)
- Cork Hill
- Davy Hill
- Drummonds
- Friths (Flemmings)
- Gerald’s
- Judy Piece
- Look Out
- Nixons (Banks)
- Old Towne
- Olveston
- Plymouth
- Saint John’s Village (Mongo Hill)
- Saint Peter’s
- Salem
- Woodlands